# جان دیتون

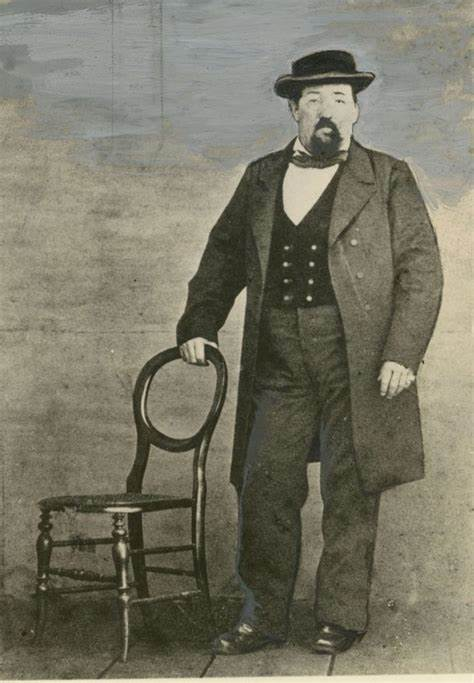
جان دیتون معروف به جک گازدار

جان دیتون (به انگلیسی: John Deighton) معروف به جک گازی (۱۸۷۵–۱۸۳۰) متولد شهر هال در انگلستان و صاحب یک بار در ونکوور در استان بریتیش کلمبیا بود. جان دیتون با همراهی برادرانش تام و ریچارد دریانوردی را در شهر محل تولدشان هال که یک بندر بزرگ بود آموختند. تام و ریچارد توانستند روی کشتی‌های انگلیسی کارآموزی کنند، اما موقعیت برای جک فراهم نشد. در عوض او توانست به کارآموزی روی کشتی‌های آمریکایی بپردازد.
وقتی تب طلا در کالیفرنیا شروع شد کشتی‌ها تنها وسیله حمل و نقل انسان و بار از نیویورک به سان فرانسیسکو بودند. جک دیتون برای کار روی کشتی بادبانی جدیدی به نام «شکست‌ناپذیر» ثبت نام کرد که می‌توانست ۴۰۰ مایل در ساعت حرکت کند و به جای ۱۶۰ روز این سفر را در ۱۱۵ روز به پایان برساند.
دیتون در ۲۳ سالگی به عنوان افسر سوم کشتی به انگلستان سفر و خانواده‌اش را ملاقات کرد و پس از بازگشت به آمریکا دیگر هرگز به انگلستان بازنگشت.
از آن به بعد دیتون در کالیفرنیا همانند خیلی‌های دیگر در جستجوی طلا بود تا سال ۱۸۵۸ که خبر از پیدا شدن طلا در یک مستعمره انگلیسی به نام کالدونیای جدید رسید. دیتون به همراه هزاران نفر دیگر به کالدونیا که بعدها نامش به بریتیش کلمبیا تغییر کرد سفر کرد و با وجود زمستان‌های سخت و سرد، در آنجا به مدت ۵ سال به جستجوی طلا پرداخت، هر چند که موفق نشد.
در آن زمان فقط کشتی‌های آمریکایی روی رودخانه فریزر برای جابجایی معدنچیان استفاده می‌شد که به نسبت جمعیت زیاد معدنچیان کافی نبود. به همین خاطر کشتی‌های محلی ساخته شد و دیتون هدایت این کشتی‌ها را بر روی رودخانه فریزر به عهده گرفت. در سال ۱۸۶۴ دیتون به دلیل مشکلات جسمی مثل ورم پا مجبور به تغییر شغل شد.
جان دیتون بین سال‌های ۱۸۶۲ تا ۱۸۶۷ اداره یک بار به نام سالن جهان در منطقه نیو وست مینستر را به عهده گرفت که به دلیل تب بالای طلا بسیار پر رونق بود. در سال ۱۸۶۷ اداره بار را به یک ملوان آمریکایی سپرد تا به یک سفر تفریحی در اطراف دریاچه هریسون و چشمه آب گرم هریسون برود. جشن ۴ ژوئیه (استقلال کانادا) از کنترل خارج شد و زمانی که دیتون بازگشت، سرمایه‌اش از دست رفته بود.

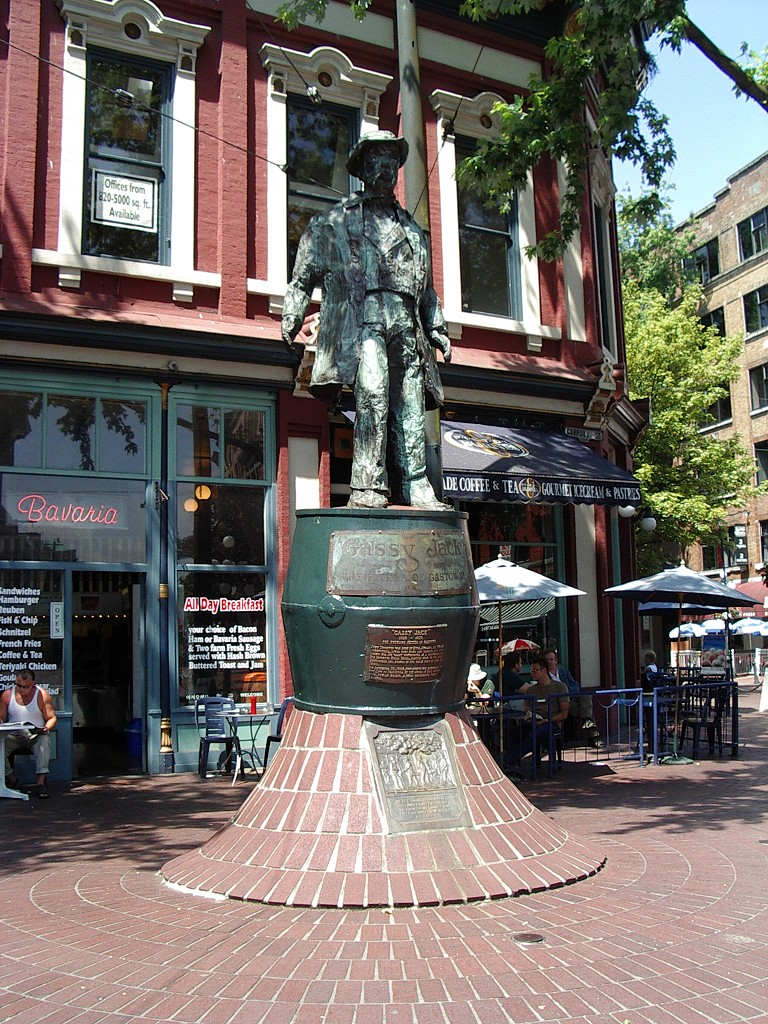
مجسمه جان دیتون در گس تاون

در سال ۱۸۶۷ دیتون در قسمت جنوبی خلیج بورارد و به درخواست دوست قدیمی‌اش کاپیتان ادوارد استمپ، باری تأسیس کرد که بعدها نامش را به یاد بار قبلیش در نیو وست سالن جهان گذاشت. دارایی دیتون در این زمان به جز ۶ دلار و چند تکه وسیله منزل ساده چیز دیگری نبود و به جز همسر سرخپوست و سگ زردش همراه دیگری نداشت. اما او برای ساخت این بار جدید از کارگران بیکار کارخانه چوب‌بری کمک گرفت که به جای پول، ویسکی می‌خواستند. چرا که نزدیکترین محل برای نوشیدن الکل از آنجا ۲۵ مایل فاصله داشت.
بار دیتون سرانجام با تأسیس شهرک گرنویل تخریب شد. پس از آن دیتون زمینی در همان حوالی به قیمت ۱۳۵ دلار خرید و «خانه دیتون» را تأسیس کرد. در این زمان همسر دیتون درگذشت اما قبل از فوت خواهرزاده ۱۲ ساله‌اش را به عقد دیتون درآورد. دیتون در سال ۱۸۷۱ از همسر دومش صاحب پسری به نام ریچارد میسون شد.
در سال ۱۸۷۳ زمانیکه برادرش تام و همسرش اداره بار را به عهده گرفتند دیتون به عنوان ناخدای کشتی «آنوارد» مجدداً شروع به کار روی کشتی‌های بخار کرد. چند ماه بعد به دلیل درگیری‌های خانوادگی، جک دیتون به مدیریت و اداره بار بازگشت و تا زمان مرگش در ۴۴ سالگی (۲۳ جون ۱۸۷۵) به همین کار ادامه داد. بار «خانه دیتون» بعدها در آتش‌سوزی بزرگ ونکوور از بین رفت.
دیتون به خاطر خوش صحبت بودن و علاقه‌اش به قصه‌سرایی به «جک گازدار» یا گسی جک (به انگلیسی: Gassy Jack) معروف بود. به همین خاطر امروزه منطقه اطراف بار دیتون «گس تاون» یا شهر گاز نامیده می‌شود. همچنین مجسمه‌ای از دیتون در میدان «میپل تری» یا میدان درخت افرا در منطقه گس تاون بنا شده‌است.